# Cubarral
San Luís de Cubarral o simplemente Cubarral es un municipio colombiano situado en el departamento del Meta, a 60 km de su capital Villavicencio. Tiene bajo su jurisdicción un centro poblado: Puerto Ariari.

## Toponimia
El nombre de Cubarral en razón de la abundancia de la palma de Cubarro del meta.

## Historia
Extinguidas las comunidades indígenas en tiempos de la conquista española, el territorio sólo vuelve a ser ocupado hacia 1920 por causas de migraciones poblacionales que buscaron en la zona plana los espesos bosques como una forma de sustento económico a partir de la explotación maderera, para lo cual se montaron varios aserríos.
A las posibilidades anteriores se suma la abundante cacería que invita al progresivo establecimiento de familias campesinas que llegan a fundar propiedades, dando inicio también a un sistema de economía extractiva en toda la región. Luego vendrían los años 1950 con su violencia política, tiempos en los que arriban a la región grupos de personas que se inscriben dentro del proyecto de colonización llevada a cabo por el gobierno central.
Con el fin de fundar un pueblo, el señor Sinaí Bobadilla donó diez hectáreas de tierra. En aquella época el general Luis Carlos Turriago ocupaba las funciones de jefe civil y militar de los Llanos, quien ayudó en el proceso administrativo de elevarle al caserío el grado de inspección de policía en jurisdicción de San Martín, por tanto le fue modificado su nombre inicial anteponiéndole el de San Luis en honor del militar referido.
A partir del 1956 comenzó a gozar de servicio telefónico y de carretera. tiempo después en el mismo año en que el Meta se inaugura como departamento la Asamblea departamental le confiera la categoría de municipio de Cubarral, mediante Ordenanza n.º 23 del 28 de noviembre de 1960 la cual entró a regir a partir del 1 de enero del siguiente año. Este documento le restituye el nombre original.

## Geografía
El municipio está localizado en el noroccidente del departamento del Meta, región del Alto Ariari.

### Límites del Municipio
Cubarral está delimitada por los siguientes municipios, excepto al occidente con el Distrito Capital de Bogotá: 
| Noroeste: Bogotá, D.C Localidad de Sumapaz (veredas Chorreras y Las Vegas) Guamal       | Norte: Guamal | Nordeste: Guamal                            |
| Oeste: Bogotá, D.C Localidad de Sumapaz (veredas Lagunitas, Tunal Alto y Nueva Granada) |               | Este: San Martín                            |
| Suroeste: Bogotá, D.C Localidad de Sumapaz (vereda San José) Uribe                      | Sur: Lejanías | Sureste: El Castillo El Dorado (Río Ariari) |

### Hidrografía

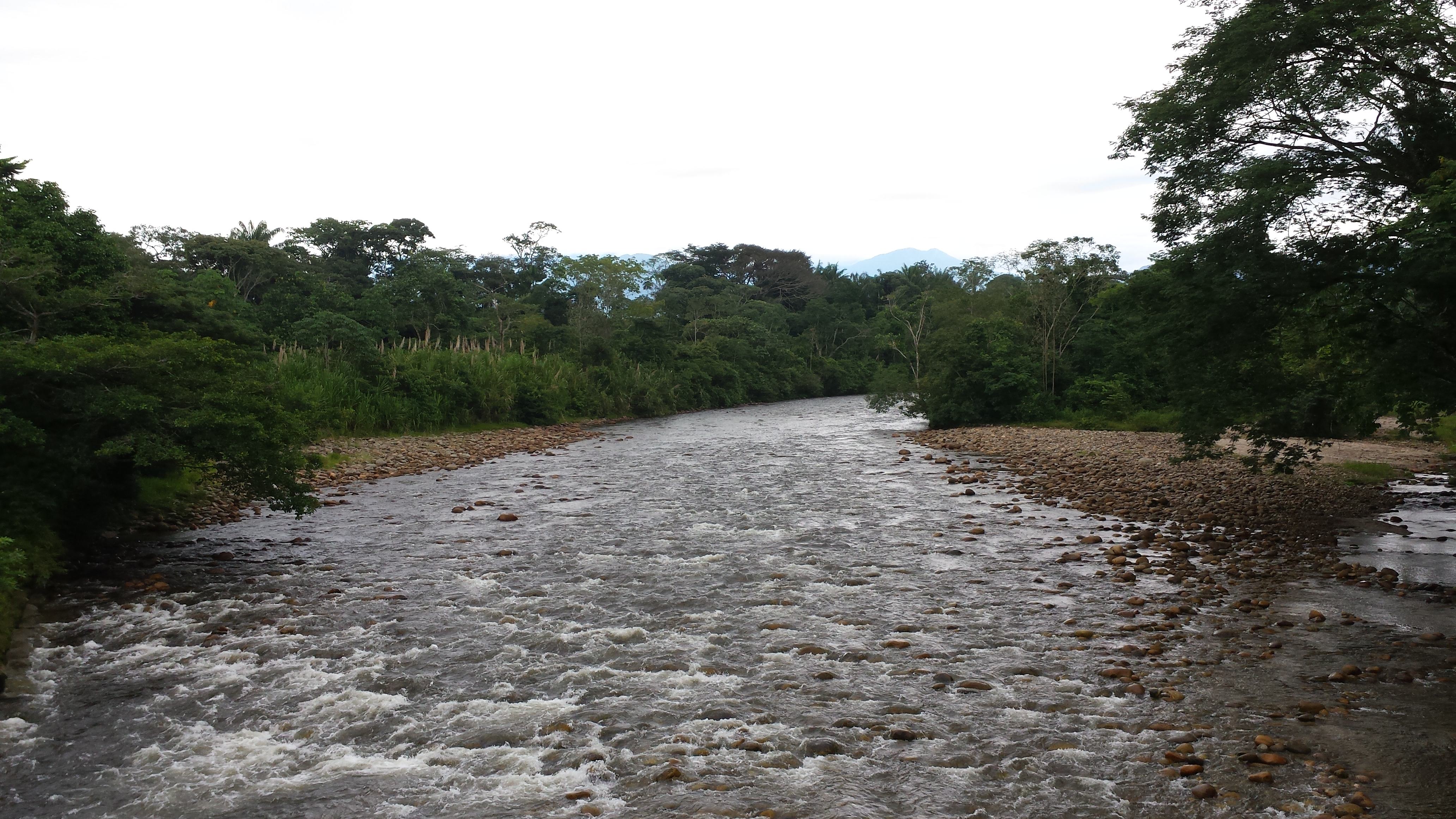
Río Humadea, en el departamento del Meta, Colombia

Entre sus principales corrientes hídricas están:
- Río Ariari
- Río Humadea
- Río Tonoa
- Río Grande
- Río Nevado
- Río Volcán

### Clima
Su clima es variado las temperaturas máximas pueden alcanzar hasta 31 °C y su temperatura mínima registrada fue de -1 °C su temperatura media 24,5 °C es un clima muy variado noches frías como tardes frías y calientes ( 24 °C ) su clima medio es de 24 °C por las montañas y cordilleras que la acompañan.

## Economía
La economía municipal tiene sus fuertes en el sector agrícola, pecuario y turístico teniendo este último una gran relevancia en la economía regional

### Sector Pecuario
Se establece un inventario de 18.400 cabezas de ganado bovino, de las cuales 2.556 son vacas de ordeño que producen 6.800 litros diarios de leche. Para esta actividad se dedican 17.100 hectáreas, en las cuales se practica la ganadería extensiva sin tecnificación y se cultivan pastos brachiaria e imperial.

### Sector Agrícola
En baja escala se cultivan los siguientes productos yuca, maíz, lulo, café, maracuyá, cacao, plátano y cítricos, entre otros se ha venido presentando un movimiento de aprecio y práctica de la agricultura orgánica sostenible, en función de una nueva visión de futuro y como recuperación del campo y la economía campesina.

### Sitios turísticos
El conjunto tiene especial belleza por su ubicación topográfica, dentro y fuera del mismo se destaca el templo católico -construido en 1959- que por su belleza arquitectónica el Concejo municipal lo declaró patrimonio cultural. El sistema de paisaje natural del territorio tiene gran importancia con sus ríos y cordilleras, de manera especial por el Parque nacional natural Sumapaz.
El cubarro de oro: Concurso de joropo por parejas que acostumbra a realiza la institución educativa José Eustasio Rivera todos los años, actualmente fue declarado patrimonio cultural del municipio de Cubarral. Durante el desarrollo de este concurso se espera la visita de delegaciones de todos los departamentos de Colombia y Venezuela.
Puerto Ariari: caserío fundado en 1962 por la Familia Martínez Narváez, colonos tolimenses llegados a la región huyéndole a la violencia de los partidos de la época, en terrenos de la señora Enriqueta Cárdenas de Rivas, quien les cedió un terreno a esta familia campesina en agradecimiento a su trabajo, posteriormente se cedieron los terrenos a la compañía ESTRUCO, terrenos que después fueron ocupados por colonos para la creación del caserío, su nombre inicial era la Vega, el cual fue cambiado por Puerto Ariri, en recordatorio y como pacto a la unión de la región para ponerle fin a las diferencias políticas, se construyó el Puente de la Amistad, sitio visitado para la práctica de deportes extremos, como rafting, rapel y parapente, cada año para el 29 de junio se celebra la fiesta y corraleja en honor a san Pedro.
El  Borrascoso:  carvava natural que se divisa desde el puente la Amistad, ubicada en la vereda la libertad Alta sobre el cual se teje la leyenda de la existencia de esmeraldas, tesoros y entierros indígenas, sitio especial para la práctica de parapente, ciclomontañisno y caminatas ecológicas.
Cascadas la Esmeralda y la Flauta: sitios de belleza natural, dentro del área de reserva del Parque Páramo de Sumapaz a una hora de la cabecera municipal, ubicados en la vereda Angosturas, las aguas de estas cascadas tienen propiedades relajantes.Sitios tomados en cuenta para la realización del estudio hecho recientemente por la Universidad Nacional en la clasificación de Mariposas colombianas, donde se encontraron especies únicas en la región y el mundo.

## Servicios públicos
- Energía Eléctrica: Electrificadora del Meta (EMSA), es la empresa prestadora del servicio de energía eléctrica.
- Gas Natural: Llanogas, es la empresa distribuidora y comercializadora de gas natural en el municipio.